# ジャスティン・ヴァーノン
ジャスティン・ヴァーノン（Justin Vernon、1981年4月30日 -）は、アメリカ合衆国の音楽家、歌手、ソングライター、音楽プロデューサー、マルチ奏者。インディー・フォーク・バンドのボン・イヴェールのフロントマンとして知られている。彼は他にもVolcano Choir、Big Red Machine、The Shouting Matches、Gayngsのメンバーとしても活動している。また、現在は解散しているDeYarmond Edisonのメンバーでもあった。

## 生い立ち
ジャスティン・ヴァーノンはアメリカ合衆国ウィスコンシン州オークレアで生まれ育ち、地元のメモリアルハイスクールに通った。1998年に高校のジャズキャンプで音楽仲間と出会い、最初のバンドであるマウントバーノン（Mount Vernon）を結成する。1999年にメモリアルハイスクールを卒業した後はウィスコンシン大学オークレア校に進学し、アイルランドで大半の学期を過ごす。ヴァーノンは宗教学を専攻し、副専攻に女性学を勉強した。

## 経歴

### キャリア初期

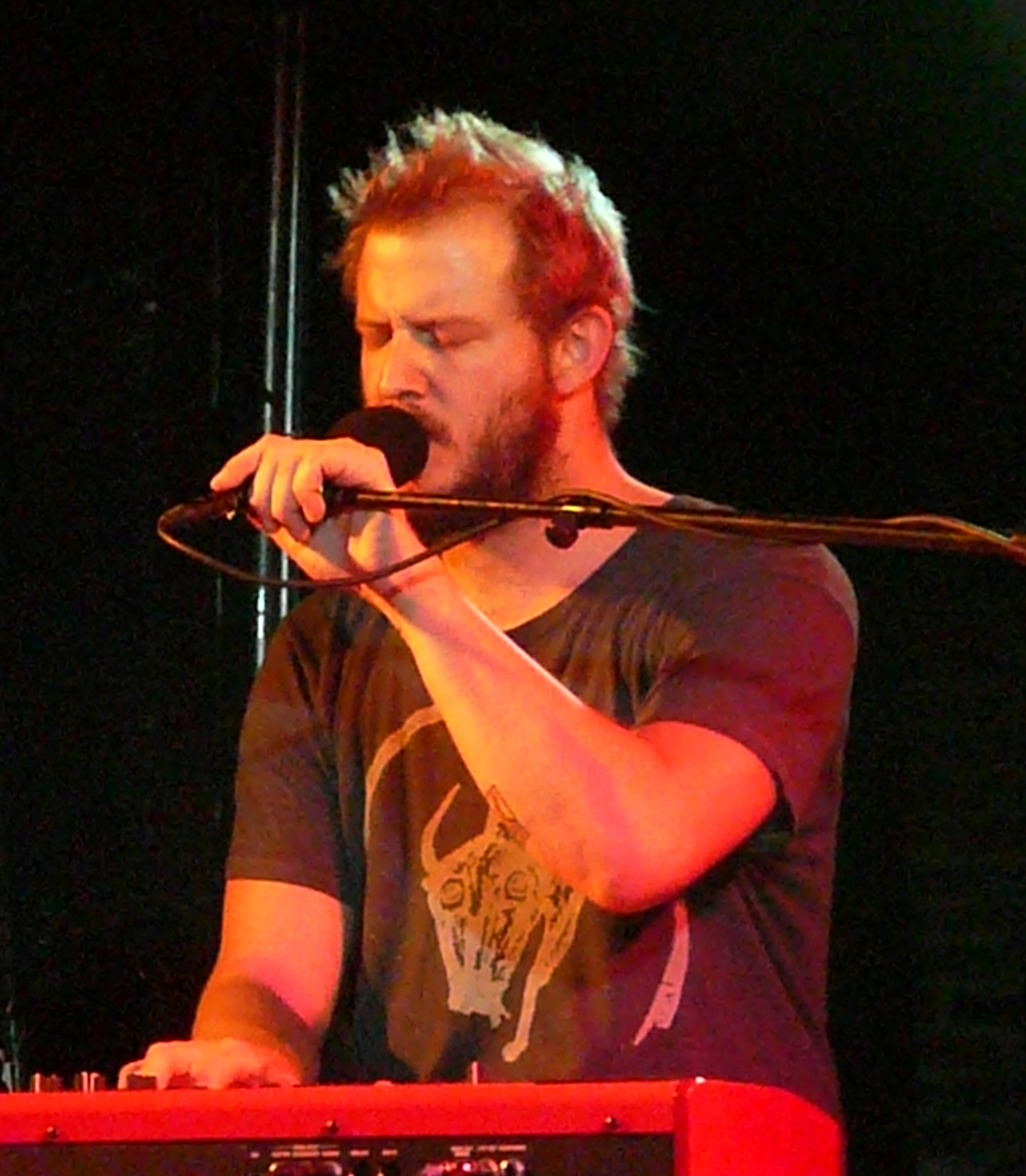
ボン・イヴェールのライブでのジャスティン・ヴァーノン（2009年）

ジャスティン・ヴァーノンは2001年の大学在学中に自身の音楽プロジェクトであるデヤーモンド・エジソン（DeYarmond Edison）を開始し、翌年からバンドとしてのライブ活動をはじめる。オークレアの音楽シーンで活動した後、ヴァーノンは4人のバンドメイトと地元を離れ、ノースカロライナ州ローリーで新たな音楽を模索する。 バンドは2004年にレコード『DeYarmond Edison』、2005年に2作目『Silent Signs』をリリースした。
ローリーで約1年活動した後、ヴァーノンはバンドとガールフレンドと別れ、2006年に一人で地元ウィスコンシンに戻ることになった。デヤーモンド・エジソンの残りのメンバーは、MegafaunとField Reportというフォークバンドを結成し、その後もヴァーノンとは良好な関係が続いた。

### ボン・イヴェール
ジャスティン・ヴァーノンは2006年に地元オークレアに戻ってから、自身の音楽プロジェクトであるボン・イヴェール（Bon Iver）をスタートする。自主制作のデモ音源として録音されたデビューアルバム『For Emma, Forever Ago』は大きな話題を呼び世界的なブレイクを果たす。2011年に発表した2作目のアルバム『Bon Iver, Bon Iver』は各所から絶賛されグラミー賞の新人賞を獲得する。2016年には3作目の『22, A Million』、2019年には4作目の『i,i』をリリースし、ヴァーノンのメインプロジェクトとして現在も勢力的に活動している。

### コラボレーションとサイドプロジェクト

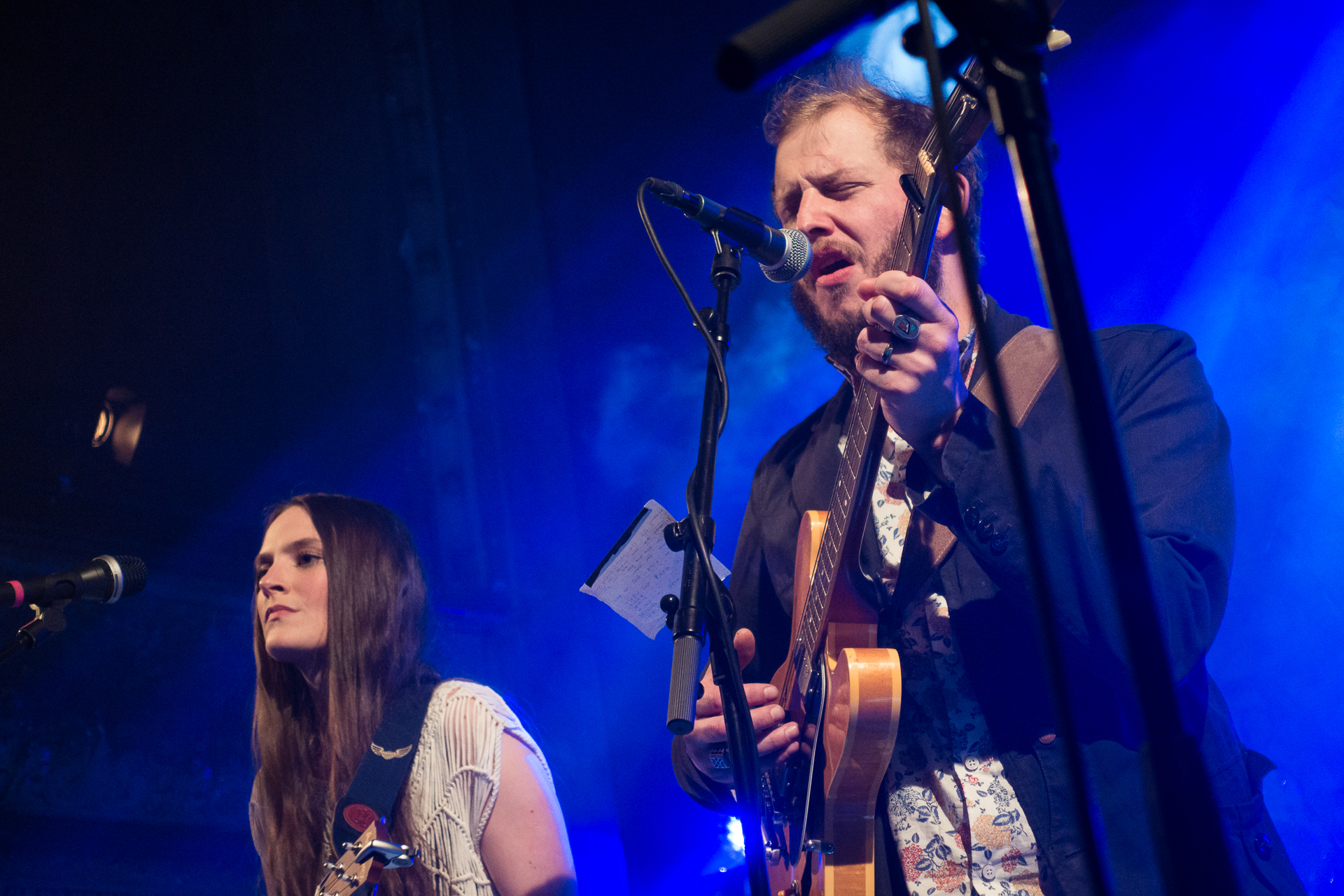
The Stavesと演奏するジャスティン・ヴァーノン (右)（2015年）

ジャスティン・ヴァーノンはボン・イヴェールと並行して、他の音楽プロジェクトのメンバーとしても活動している。
ヴォルケーノ・クワイアー（Volcano Choir）は、ジャスティン・ヴァーノンとミルウォーキーのバンドCollections of Colonies of Beesのメンバーで構成されたバンドで、2009年にアルバム『Unmap』、2013年に2作目のアルバム『Repave』をリリースした。
2010年には、ヴァーノンとMegafaun、The Rosebuds、Doomtree、Stay Goldといったバンドのメンバーが集り、ギャングス（Gayngs）としてアルバム『Relayted』をリリースした。
ヴァーノンはガレージロックバンドThe Shouting Matchesのメンバーでもあり2008年に制作されお蔵入りになっていたEP『Mouthoil』と新録のニューアルバム『Grownass Man』が2013年にリリースされた。
ヴァーノンは、カニエ・ウェストの2010年のアルバム『My Beautiful Dark Twisted Fantasy』の制作に招待され「Dark Fantasy」「Monster」「Hell Of A Life」「Lost In The World」にボーカルを提供した。また、カニエとJay-Zの2011年のコラボアルバム『Watch The Throne』に収録された「That's My Bitch」にも参加した。さらに、カニエの2013年のアルバム『Yeezus』にも招聘され、「I Am a God」「Hold My Liquor」「I'm In It」の3曲に参加した。
ヴァーノンは、カニエ・ウェストのライブに何度かゲスト出演し、伝説的となった2011年のコーチェラ・フェスティバルでのヘッドライナー公演にも参加した。2015年にはグラストンベリーのカニエのヘッドライナー公演に出演し「この地球で一番悪い白人の一人」と紹介され登場した。
2009年、ヴァーノンは慈善団体Red Hot Organizationが主宰するエイズの治療支援ベネフィットアルバム『Dark Was the Night』にAaron Dessnerとのコラボ楽曲「Big Red Machine」を提供する。
2010年、ヴァーノンはアナイス・ミッチェル作詞作曲脚本による、ギリシア神話の「オルペウスとエウリュディケー」を基にしたミュージカル『ヘイディズタウン』のコンセプト・アルバム『Hadestown』にオルペウス役として7曲に参加している。
2014年、ヴァーノンはJason Feathers、ラッパーのAstronautalis、S. Carey、Ryan Olsonらとアルバム『De Oro』をリリースする。

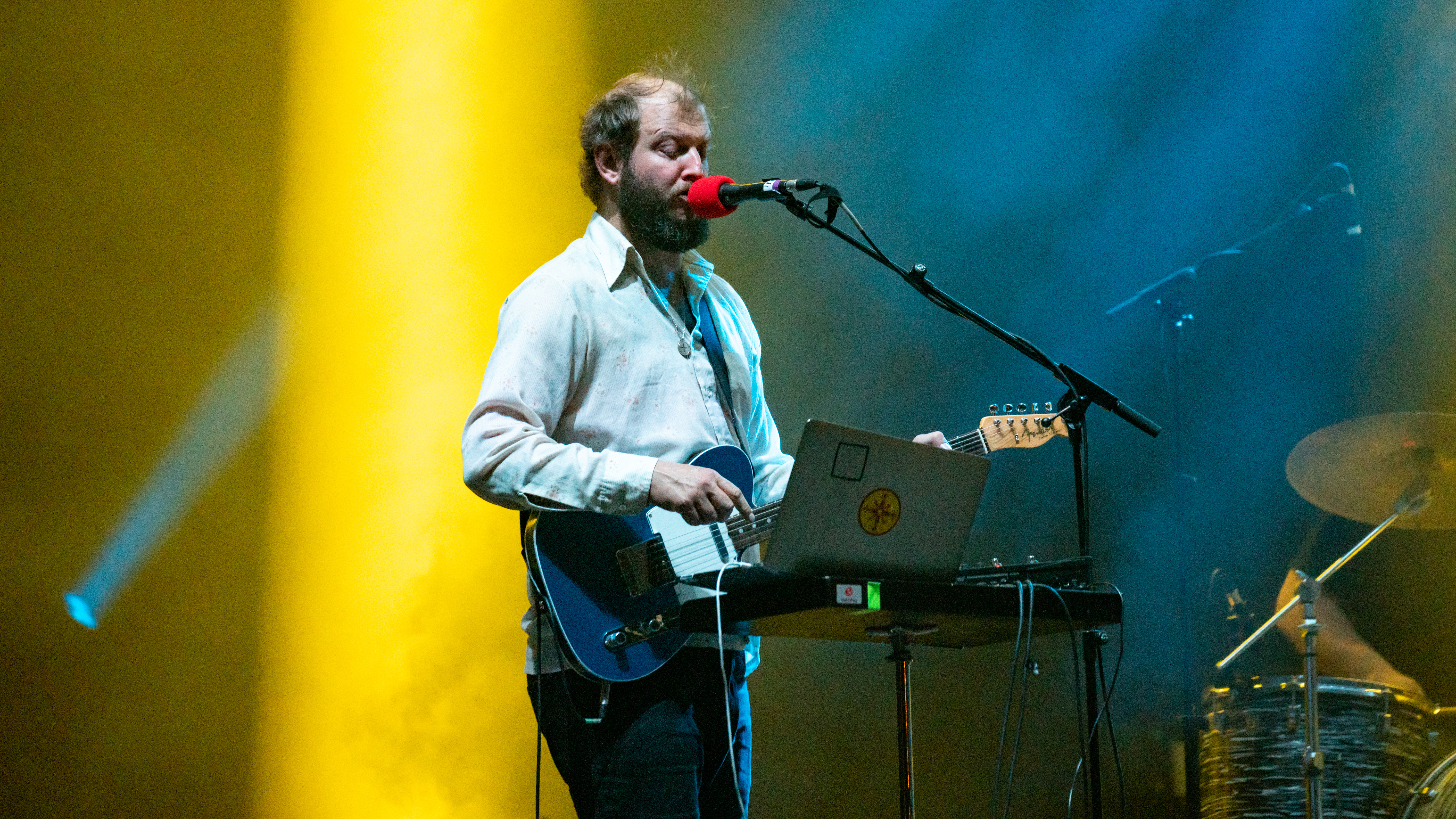
ビッグ・レッド・マシーンのライブでのジャスティン・ヴァーノン（2019年）

2018年8月下旬、ヴァーノンはThe NationalのAaron Dessnerと共にビッグ・レッド・マシーン（Big Red Machine）名義でアルバム『Big Red Machine』をリリースする。アルバムはデスナー、ヴァーノン、ブラッド・クックが共同プロデュースし、Bryce Dessner、Bryan Devendorf、Richard Parryなど約40人のコラボレーターが参加した。アルバムの大半は、ニューヨークのハドソンバレーにあるデスナーのガレージスタジオで録音された。

### オークレア・フェスティバル
2015年7月、ジャスティン・ヴァーノンはウィスコンシン州オークレアでザ・ナショナルのアーロン・デスナーとオークレア（Eaux Claires）フェスティバルを主宰する。このフェスでヴァーノンはボン・イヴェールを3年ぶりに再始動させた。
2016年8月、ヴァーノンとデスナーは2回目のオークレアフェスティバルを開催した。フェスティバルのオープニングナイトで、ボン・イヴェールは3作目のアルバム『22, A Million』をプレミアした。
その後も毎年開催されていたが、2019年は休みになり2020年に会場の場所を変えて開催することがアナウンスされた。

## ディスコグラフィ

### ソロ作品
- Home Is（JD Vernon名義、2001年）
- Self Record（2005年）
- Hazeltons（2006年）

### Mount Vernon
- We Can Look Up（1998年）
- All of Us Free（2000年）

### DeYarmond Edison
- DeYarmond Edison（2004年）
- Silent Signs（2005年）
- The Bickett Residency（2005年）
- Unreleased EP（2006年）

### Bon Iver
- For Emma, Forever Ago（2007年）
- Bon Iver, Bon Iver（2011年）
- 22, A Million（2016年）
- I, I（2019年）

### The Shouting Matches
- Mouthoil（2008年、2013年）
- Grownass Man（2013年）

### Volcano Choir
- Unmap（2009年）
- Repave（2013年）

### Gayngs
- Relayted（2010年）

### Big Red Machine
- Big Red Machine（2018年）
- How Long Do You Think It's Gonna Last?（2021年）

### コラボレーティヴアルバム
- A Decade with Duke（Eau Claire Memorial Jazz I Ensemble、2009年）
- De Oro（Astronautalis, S. Carey and Ryan Olson, as Jason Feathers、2014年）